# 時代劇 (日本)
時代劇（日语：／ Jidaigeki */?）是指以日本歷史（所指的是1868年明治維新之前）為背景的日本戲劇、電影和電視劇，主要敘述日本歷史事件和人物，展現當時武士、農民、工匠、町人的生活。時代劇電影有時也被稱為劍劇（因為以日本刀、劍術比併為主要內容而得此名，有時也成為西方觀眾對時代劇的代稱）。多數時代劇以日本戰國時代、江戶時代為故事背景，但也有劇作把背景設定在更早的時代，例如《地獄變》就以平安時代後期為背景。
時代劇的人物形象、風俗習慣、台詞、情節等有一定體制，但與真正史實相比，時代劇多被大膽地、小說化地改編、加工過，主角的觀點也被改成與現代正義感的定義一致，這是為了讓現代的觀眾易於接受。
正如時代小說與歷史小說的區別一樣，也有人將接近非虛構文藝作品的劇作稱為「歷史劇」。然而在日本，不少人稱呼日本國外以歷史為背景的劇作為「歷史劇」，將日本國內的以歷史為背景的劇作稱為「時代劇」。

## 沿革
時代劇於1920年代興起，其發展與大眾文學流行有關。自明治時代以來，大眾文學成為日本文壇主流，對當時剛剛出現、同樣以通俗為主的時代劇產生影響，當時有許多時代劇即取材自大眾文學。更重要的是1923年發生關東大地震，位於東京的各大電影公司如日活、松竹等無一倖免地癱瘓停工，這迫使他們將製片廠由關東遷移至關西地區。而京都到處保留著歷史建築，為拍攝時代劇提供現成場景。時代劇當時稱為「舊劇」，以劍劇、武術為主，大獲好評，極其興盛。以1936年為例，那一年拍攝的時代劇有311部，現代劇卻只有218部。
二次大戰日本投降後，雖然日本電影業於1946年開始復甦，但在同盟國最高司令官總司令部（GHQ）的管治下，時代劇的主角在武打場面揮舞日本刀，被認為有軍國主義的象徵意味，有可能喚起民眾對美國復仇的思想。所以在這段時期，時代劇的製作被限制。
1950年代中期至1960年代，時代劇電影拍攝再次興旺，加上一批時代劇名導演如溝口健二、衣笠貞之助、黑澤明拍攝出一批風格獨特而富於藝術性的電影《近松物語》、《樁三十郎》等，其中《羅生門》得到多個國際獎項，使時代劇的發展達到頂峰。此後，時代劇走向注重娛樂大眾，加強趣味性的路線，例如《座頭市》系列描寫一位市井中的失明按摩師，實際上是一名劍術高手的傳奇故事。還有《眠狂四郎》系列在敘述一名以使用「圓月殺法」而勝出數百場決鬥的虛無劍客的冒險經歷，自1980年代以降，由於年輕觀眾轉向觀看好萊塢電影，時代劇電影逐漸衰落。直至1990年代末期，新一代製片人為時代劇加入新元素，例如《武士暢想曲》的配樂加入搖滾樂音樂，使時代劇電影再現生機。
電視時代劇的興起源於1953年（昭和28年），日本開始有電視廣播，同時也開始製作電視時代劇。1963年（昭和28年）日本放送協會開始播放長壽時代劇《大河劇》系列。但自1990年代戀愛偶像劇興起，除了日本放送協會繼續製作《大河劇》系列外，時代劇進入低潮期。直至2001年，《大河劇》系列首次選用偶像派年輕演員為主角，使時代劇再次被年輕觀眾接受。這種趨向一直延續著，例如香取慎吾主演《新選組!》，仲間由紀惠主演《功名十字路》、內山理名主演《大奧·華之亂》都是箇中例子。
在拍攝技術上，電視時代劇的製作在1990年代後期傾向使用電影膠卷（16毫米膠卷）拍攝，尤其東映系和朝日系製作的時代劇。而為吸引年輕觀眾群，有關道具、髮型、造型的歷史考證工作也做得更細緻。

## 時代劇的種類

### 以內容主題分類

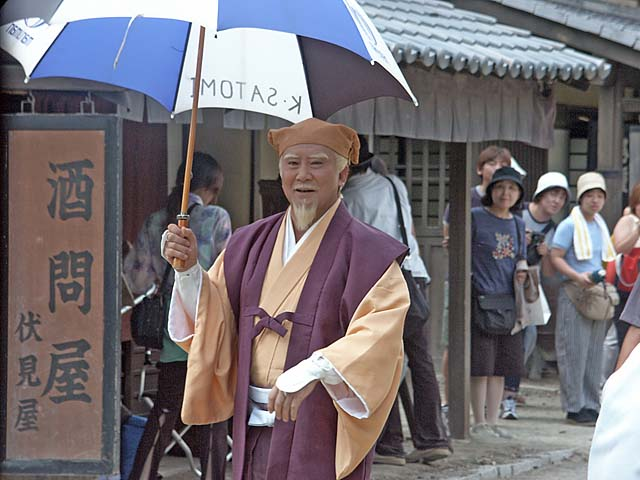
演員里見浩太朗在時代劇《水戶黃門》扮演德川光圀一角

- 以劍（日本刀）格鬥場面為主，以劍術、武士道和武士的忠誠作為主題，是大多數時代劇電影的類型。
- 以講述主角到處流浪、行俠仗義的經歷為主題。
- 以勸善懲惡為主題，是電視時代劇的主流，例如《水戶黃門》、《暴坊將軍》。
- 以一場戰爭作完結的劇作，大多數採用史實有名的戰爭作為題材，例如《影武者》。
- 改編文藝小說為時代劇作品，例如《源氏物語》、《雨月物語》。
- 以女性為主角，講述後宮內鬥，例如《大奧》系列。
- 以歷史時代為背景，加入如巨大英雄、怪獸類等特攝手法融入時代劇當中，例如《獅子丸》系列。
- 超級時代劇：無視應有的嚴謹歷史時代考證，混合西部片、科幻等所有種類的要素，與特攝類時代劇相近。

### 以製作者和風格分類
- 以傳統歌舞伎風格打造炫麗武打場面，時代劇最早期的風格。
- 胡鬧時代劇：以劇情荒誕無稽作為賣點，流行於二次大戰前。
- 東映時代劇：二戰後風靡一時的東映時代劇系列，多以江戶時代作故事背景。
- 大映時代劇：以改編如《源氏物語》、《雨月物語》等江戶時代以外的故事為主，重視歷史考據，如染黑齒、引眉等風俗。
- 黑澤時代劇：黑澤明作品系列，以寫實的武打場面為特徵。

## 時代劇中的角色

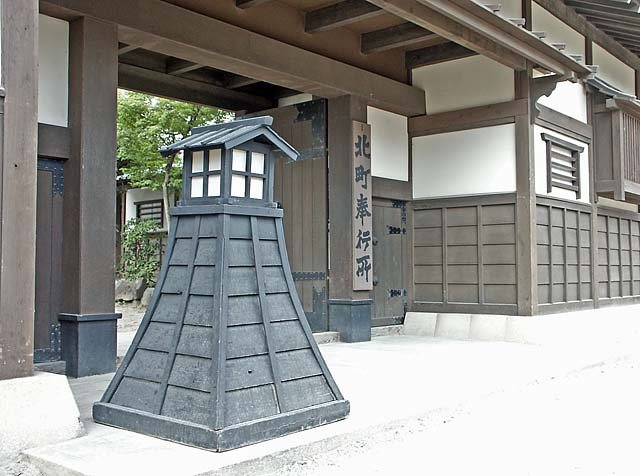
東映太秦映畫村，北町奉行所佈景

### 武者
武者階級包括：
- 武士：世襲的大名和幕府將軍。
- 浪人：沒有主公、固定工作的武士。
- 女武藝者：以精進其武藝為己任，四處遊歷任俠。
- 忍者

### 工匠
在時代劇中出現的工匠包括冶金工匠（經常被脅持，迫他們鑄假幣）、木匠、泥水匠，還有木刻畫畫師等。

### 商人
時代劇中除了描述各大小商家外，也有描畫被商人僱用的人，包括店舖眾員工裡地位最高的番頭，地位比較低的手代和年紀幼小的丁稚。

### 幕府
在背景為江戶時代的時代劇中，幕府的各個職位常會出現，包括將軍以下的大老、老中、若年寄、側用人等，老中以下的三奉行：勘定奉行、町奉行、寺社奉行及他們的下屬。例如時代劇《錢形平次》的主角錢形平次是（一個類似中國古代「捕快」的職位，但任職者的身份是平民，而且不是正式職位），就是由町奉行管轄。
此外，由於實行參覲交代制度，各藩主的妻妾親眷均留在江戶，這批人加上將軍家的正室、側室也是重點描寫的對象。
至於故事背景在一藩之內的時代劇，會著重提及藩主、家老和家臣等人物。

### 其他
時代劇中也會提及當時市井中出現的各種人物，例如小販、算命人、雜耍藝人、三味線藝人、歌舞伎藝人、藝伎、妓女、僧人等等。

## 常見情節
- 英雄通常眼部有化妝，反派人物通常一頭亂髮。
- 對白是經過設計的舊式日語，以現代日語的發音和文法為基礎，加上大量古語，並配合以古代禮節。
- 在長篇電視劇例如《水戶黃門》和《錢形平次》中，有時會更換飾演主要人物的演員，劇中不會特意解釋，新演員通常在角色之前身處的場景出現，然後故事繼續。
- 刀戰時，即使有大群反派角色攻擊主角，他們永不會一擁而上，而是逐個攻擊主角：他們持刀站於主角易於攻擊的距離，讓主角將他們一擊即倒。
- 不論主角是武士或者平民，時代劇常常在劇終前有一場激烈的劍術比併高潮戲，通常由主角以日本刀或者十手勝出。有時主角會折斷對方的刀。
- 在電視劇裡，敵人被殺死後，主角的刀劍總附有血跡。
- 在電影裡場景表現比較暴力，有時被刀劍刺中的傷口會噴出大量鮮血，也經常有將敵人肢解和斬首的場面。

### 經典對白
時代劇中常常出現經典的警句，例如「如夏日流螢撲火」（ Tonde hi ni iru natsu no mushi）（相當於中文成語「飛蛾撲火」，意即敵人將自取滅亡）、「火災和喧鬧聲代表江戶的繁華」（ Kaji to kenka wa edo no hana）等等。
另外，電視時代劇的角色往往在每集的相似情節說出自己的一句經典對白，例如《水戶黃門》主角德川光圀常假扮成平民，在每集尾段的刀戰時，他的侍從總會掏出一件有家紋的隨身物品並斥喝：「退下！難道你認不出這家紋嗎？」反派人物看見了便馬上投降、求饒。

## 著名的時代劇

### 電影
- 雄呂血
- 一殺多生劍
- 斬人斬馬劍
- 赤西礪太
- 鴛鴦歌合戰
- 無法松的一生
- 近松物語
- 椿三十郎
- 紅鬍子
- 鞍馬天狗系列
- 带子雄狼系列
- 丹下左膳系列（代表作《丹下左膳之百万两之壶》）
- 座頭市系列
- 必殺系列
- 眠狂四郎系列
- 遠山金系列
- 水戶黃門系列
- 新吾十番勝負系列
- 宮本武藏相關作品
- 忠臣藏相關作品
- 新選組相關作品
- 怪談系列
- 黃昏清兵衛
- 隱劍鬼爪
- 一心太助
- 不知火檢校
- 影武者
- 七人之侍

### 電視劇
- 暴坊將軍系列（朝日電視台、1978年─2003年）
- 編笠十兵衛（富士電視台、東京電視台）
- 右門捕物帖（日本電視台、朝日電視台）
- 繪島生島（東京12頻道）
- 江戶特搜指令
- 江戶中町奉行所（東京電視台）
- 江戶之渦潮（富士電視台）
- 江戶之旋風（富士電視台）
- 江戶之牙
- 江戶之激鬥（富士電視台）
- 江戶之鷹 御用部屋犯科帖（朝日電視台）
- 江戶之用心棒（日本電視台）
- 大江戶搜查網（東京電視台）
- 大岡越前（TBS）
- 狼無賴控
- 啞侍‧鬼一法眼
- 鴛鴦右京捕物車（朝日放送系）
- 鬼平犯科帳（NET、富士電視台）
- 父子鷹（日本電視台）
- 隱密奉行朝比奈（富士電視台）
- 快傑獅子丸

風雲獅子丸（富士電視台）
- 影同心（每日放送）
- 服部半藏‧影之軍團（關西電視台）
- 影武者德川家康（朝日電視台）
- 神谷玄次郎捕物控（富士電視台）
- 騎馬奉行
- 雲霧仁左衛門
- 喧嘩屋右近（東京電視台）
- 劍客生涯（富士電視台）
- 荒野之素浪人
- 御家人斬九郎（富士電視台）
- 帶子雄狼（朝日電視台）
- 座頭市系列
- 三匹斬系列（朝日電視台）
- 參上！天空劍士
- 仕掛人‧藤枝梅安（富士電視台）
- 地獄之辰捕物控
- 疾風同心
- 十手人
- 十手無用 九丁堀事件帖
- 白獅子假面
- 新五捕物帳（日本電視台）
- 新春大型時代劇系列（東京電視台、1981年─）
- 新撰組血風錄
- 新‧桃太郎侍（朝日電視台）
- 素浪人月影兵庫
- 錢形平次（富士電視台、日本電視台、朝日電視台）
- 達磨大助事件帳
- 流浪的紅花阿仙（NET）
- 旅人異三郎（東京12頻道）
- 長七郎江戶日記（日本電視台）
- 照姬七變化（富士電視台）
- 天下御免
- 天下堂堂
- 德川女人繪卷（關西電視台）
- 德川無賴帳（東京電視台）
- 傳七捕物帳（NET、日本電視台）
- 同心‧曉蘭之介（富士電視台、1981年─1982年）
- 同心齋之介
- 長崎犯科帳（日本電視台）
- 人形左七捕物帳
- 眠狂四郎圓月殺法（東京電視台）
- 眠狂四郎無賴控（東京電視台）
- 浮浪雲（朝日電視台、TBS）
- 旗本退屈男
- 八百八町夢日記（日本電視台）
- 盤嶽之一生（富士電視台）
- 半七捕物帳
- 蟠髓院長兵衛（每日放送）
- 必殺系列（朝日放送、1972年─1991年）
- 風雲真田幸村（東京電視台）
- 變身忍者 嵐
- 松平右近事件帳（日本電視台）

新・松平右近
- 水戶黃門（TBS）
- 名奉行！大岡越前（朝日電視台）
- 桃太郎侍（日本電視台）
- 柳生一族的陰謀（關西電視台）
- 柳生十兵衛（NHK、日本電視台、NET、東京12頻道）
- 柳生新陰流（東京電視台）
- 柳生武藝帳（日本電視台）
- 妖術武藝帳

## 時代劇導演

### 電影
- 二川文太郎
- 山中貞雄
- 牧野雅廣
- 伊藤大輔
- 內田吐夢
- 市川崑
- 黑澤明
- 溝口健二
- 稻垣浩
- 深作欣二
- 山內鐵也
- 大曾根辰夫
- 松田定次
- 三隅研次

### 電視劇
- 林徹

## 著名時代劇演員

### 二次大戰前
- 尾上松之助（1875年─1926）
- 「時代劇六大明星」
  - 大河內傳次郎（1898年─1962年）
  - 片岡千惠藏（1903年─1983年）
  - 嵐寬壽郎（1903年─1980年）
  - 阪東妻三郎（1901年─1953年）
  - 長谷川一夫（1908年─1984年）
  - 市川右太衛門（1907年─1999年）

- 月形龍之介（1902年─1970年）
- 大友柳太朗（1912年─1985年）
- 近衛十四郎（1914年─1977年）

### 二次大戰後（已故者）
- 三船敏郎（1920年─1997年）
- 丹波哲郎（1922年─2006年）
- 鶴田浩二（1924年─1987年）
- 東千代之介（1926年─2000年）
- 大川橋藏（1929年─1984年）
- 市川雷藏（1931年─1969年）
- 中村錦之助（1932年─1997年、後來改名萬屋錦之介）
- 若山富三郎（1929年─1992年）
- 勝新太郎（1931年─1997年）
- 四代目 中村梅之助（1930年─2016年）

### 二次大戰後
- 三國連太郎（1923年─2013年）
- 高倉健（1931年─2014年）
- 仲代達矢（1932年─）
- 菅原文太（1933年─）
- 平幹二朗（1933年-）
- 里見浩太郎（1936年─、後來改名里見浩太朗）
- 中村賀津雄（1938年─、中村嘉葎雄）
- 千葉真一（1939年─2021年）
- 中村敦夫（1940年─）
- 松方弘樹（1942年─、近衛十四郎之子）
- 北大路欣也（1943年─、市川右太衛門之子）
- 杉良太郎（1944年─）
- 中村吉右衛門（1944年─）
- 高橋英樹（1944年─）
- 草薙良一（1948年─）
- 松平健（1953年─）
- 村上弘明（1956年─）
- 松本幸四郎（1942年─）
- 京本政樹（1959年─）
- 三田村邦彥（1953年─）
- 役所廣司（1956年─）
- 渡邊謙（1959年─）
- 片岡孝夫
- 藤田真

## 趣聞
電影系列星球大戰導演喬治·盧卡斯受到黑澤明系列電影影響，其影片中的武士專稱為絕地（Jedi）與日語的時代（jidai）的發音相似；意為帶刀並擁有道力場的武士。

## 相關書目
- （日語）川本三郎《時代劇在這裡》平凡社 ISBN 4582832695
- （日語）逢坂剛、川本三郎、菊地秀行、永田哲朗、繩田一男、宮本昌孝　《時代劇的邀請》PHP研究所 ISBN 456963270X
- （日語）《壓卷！無賴派時代劇──無情．英雄》歷史群像系列　學研 ISBN 4056032688

## 外部連結
- （日語）時代劇專門頻道 （页面存档备份，存于）
- （英文）A Man, a Blade, an Empty Road: Postwar Samurai Film to 1970
- （中文）时代剧复兴计划国际宣传组
- （中文）东映京都电影城 （页面存档备份，存于）